# Герб Василівки
Герб Васи́лівки — офіційний символ міста Василівка Запорізької області, затверджений 7 квітня 2005 року рішенням міської ради.

## Опис
Щит перетятий і напіврозтятий лазуровим, срібним і червоним. У першій частині виникають золоті вписані фортечні ворота з відкритою аркою. У другій частині два золотих ключі, покладені в косий хрест. У третій частині срібна підкова, супроводжена вгорі золотим уширеним хрестом. Щиток поміщений на срібний декоративний картуш і увінчаний срібною міською короною. Під короною жовта стрічка з червоним написом «ВАСИЛІВКА».